# Köln Arcaden
Die Köln Arcaden sind ein Einkaufszentrum im Kölner Stadtteil Kalk und verfügen über eine Verkaufsfläche von 27.000 m² mit 117 Geschäften aus unterschiedlichen Branchen.

## Geschichte
Auf dem Gelände befand sich von 1858 bis 1993 die Chemische Fabrik Kalk (CFK). Nach Abriss der Fabrikanlagen und Sanierung des mit chemischen Substanzen verseuchten Geländes wurde 2003 die Genehmigung für die Errichtung des Einkaufszentrums erteilt. Gebaut wurde es von der mfi AG, die 190 Mio. Euro in das Projekt investierte. Eröffnet wurden die Köln Arcaden am 2. März 2005 als erstes rechtsrheinisches Einkaufszentrum in Köln. Auf dem Gelände der Köln Arcaden befindet sich nach wie vor der Wasserturm der Chemischen Fabrik Kalk, um das herum das Parkhaus mit 1800 Stellplätzen gebaut wurde. Der denkmalgeschützte Turm wurde 1904 errichtet, ragt mit 43,60 Metern über das Dach des Einkaufszentrums hinaus und beinhaltet heute die minibib der Stadtbibliothek Köln.
Westlich des Einkaufszentrums wurde 2001 das Polizeipräsidium Köln fertiggestellt. In unmittelbarer Umgebung an den Bürgerpark Kalk angrenzend befinden sich des Weiteren das Odysseum und der Music Store. Im Jahr 2017 wurde das Einkaufszentrum umfassend umgebaut und modernisiert.

## Infrastruktur
Die Köln Arcaden befinden sich circa 2 Kilometer östlich der Kölner Innenstadt, unmittelbar zum Stadtteil Deutz angrenzend. Mit dem Auto kann das Einkaufszentrum über die Westtangente der B 55a Abfahrt Köln Arcaden angefahren werden. Über die B 55 Kalker Hauptstraße erfolgt die Anfahrt über die Deutzer Brücke in Richtung Zentrum. Die Anbindung mit öffentlichen Verkehrsmitteln erfolgt mit den Stadtbahn-Linien 1 und 9 an der U-Bahn-Haltestelle Kalk Post, die direkt am Haupteingang des Einkaufszentrums liegt. Fußläufig 250 Meter entfernt halten am Haltepunkt Trimbornstraße S-Bahnen der Linien S12 und S19.

## Kunst am Bau
Über dem Haupteingang hing eine Skulptur, die nach David Bowies Song „Let’s Dance“ benannt ist. Sie bestand aus einem offenen Edelstahl-Kreis und einer hellen, orange-gelben Kugel, die an Spannkabeln befestigt ist und somit den Eindruck vermittelt, sie sei frei schwebend. Entworfen hat die Skulptur von dem niederländischen Künstler Fre Ilgen.

## Bildergalerie

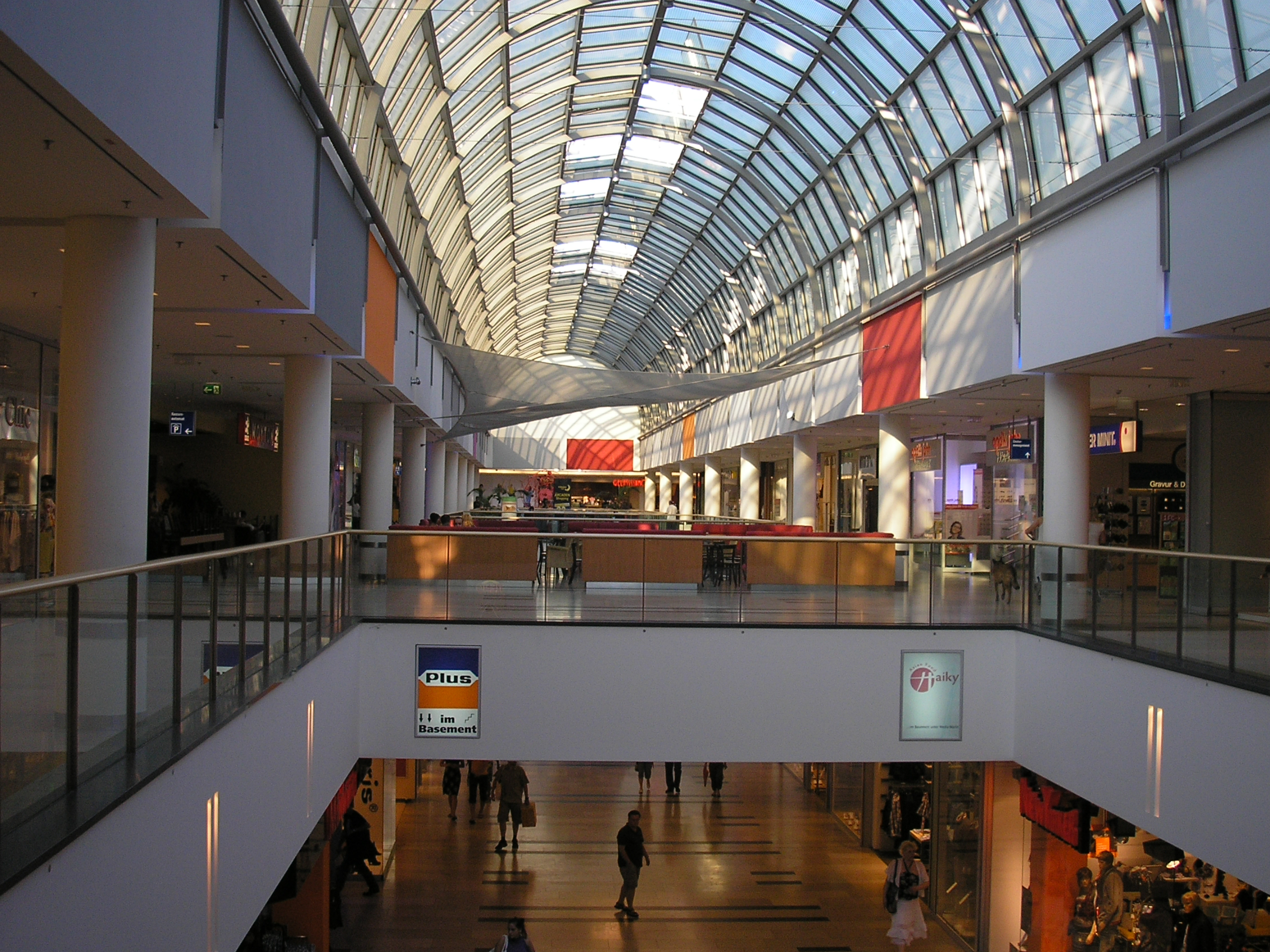
Aussicht auf das Glasdach
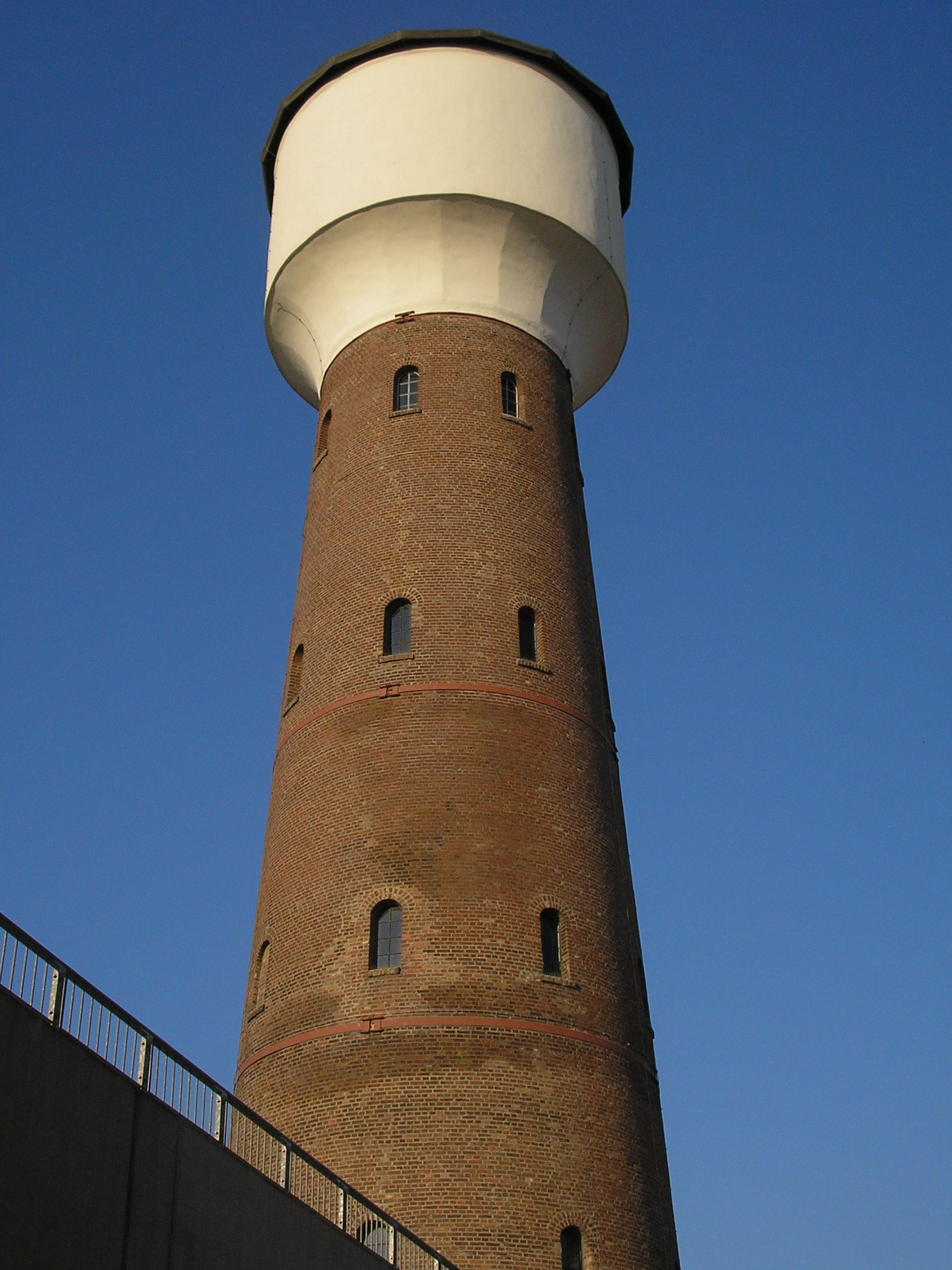
Der 1904 erbaute Wasserturm der CFK